# Powiat Hattō
Powiat Hattō (jap. 八東郡 Hattō-gun) – dawny powiat w Japonii, w prefekturze Tottori.

## Historia

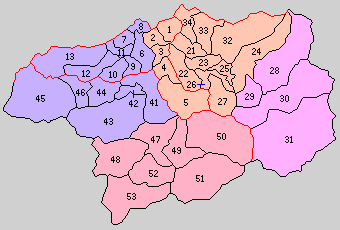
Powiat Hattō (21–34 – 1889 r.)

W pierwszym roku okresu Meiji na terenie powiatu znajdowały się 2 zajazdy i 87 wiosek.
Powiat został założony 12 stycznia 1879 roku. Wraz z utworzeniem nowego systemu administracyjnego 1 października 1889 roku powiat Hattō został podzielony na 14 wiosek: Ōmikado, Hayabusa, Abe, Toyone, Usato, Hattō, Obata, Akamatsu, Wakasa, Sugano, Ikeda, Kamikisaichi, Nakakisaichi i Shimokisaichi.
1 kwietnia 1896 roku powiat Hattō został włączony w teren nowo powstałego powiatu Yazu. W wyniku tego połączenia powiat został rozwiązany.